# Leratiomyces similis
Leratiomyces similis är en svampart som först beskrevs av Pat. ex Sacc. & Trotter, och fick sitt nu gällande namn av Bresinsky & Manfr. Binder ex Redhead & McNeill 2008. Leratiomyces similis ingår i släktet Leratiomyces och familjen Strophariaceae.   Inga underarter finns listade i Catalogue of Life.